# Sejm zwyczajny 1746
Sejm 1746 – sejm zwyczajny I Rzeczypospolitej, został zwołany 3 czerwca 1746 roku do Warszawy.
Sejmiki przedsejmowe w województwach odbyły się 22 sierpnia, a główne prowincjonalne 12 września 1746 roku. Marszałkiem sejmu obrano Antoniego Lubomirskiego, starostę kazimierskiego.
Obrady sejmu trwały od 3 października do 14 listopada 1746 roku.